# Міра Джурич
Мір'яна Джурич (Mirjana Djurić; 14 лютого 1986, Белград) — сербська волейболістка, діагональний нападник.

## Клуби
| Клуби                      | Роки      |
| -------------------------- | --------- |
| «Поштар 064» (Белград)     | 2001-2005 |
| Орегонський університет    | 2005-2006 |
| Університет штату Флорида  | 2006-2009 |
| «Найсет» (Гямеенлінна)     | 2009-2010 |
| «Амстелвен»                | 2010-2011 |
| «Хімік» (Южне)             | 2011-2012 |
| «Роте Рабен» (Вільсбібург) | 2012-2012 |
| «Нант»                     | 2012-2013 |
| «Гресик Петрокімія»        | 2012-2013 |
| «Брондбю» (Копенгаген)     | 2013-2014 |
| «Люнгбю» (Копенгаген)      | 2014-2015 |
| «Железничар» (Лайковаць)   | 2016-2017 |
| «Вісла» (Варшава)          | 2017-2018 |
| «Спартак» (Лжиг)           | 2019-2020 |

## Досягнення
- Володарка суперкубка Нідерландів: 2010
- Чемпіонка України: 2012
- Фіналіст кубка Німеччини: 2012
- Чемпіонка Данії: 2014; друге місце: 2015
- На юніорському чемпіонаті Європи 2003 року була визнана кращою при виконанні подачі